# Bathymodiolus
Modioles profondes
Genre
Bathymodiolus est un genre de moules abyssales de grande taille associées aux sources hydrothermales. Leur découverte, récente, coïncide avec celle des écosystèmes liés aux sites hydrothermaux à partir de la fin des années 1970 ; elles en constituent généralement l'un des éléments dominants. Elles ont reçu en français le nom de modioles profondes. Depuis la première description de Bathymodiolus thermophilus en 1985, une vingtaine d'espèces ont été reconnues et décrites pour la plupart.

## Pathologies
Selon deux études publiées en 2007, des levures pathogènes (faisant partie de l'hydromycoflore des grands fonds) sont pathogènes ou pathogènes-opportunistes pour les modioles (bivalves trouvés autour des sources hydrothermales profondes).

### Publication originale
- (en) Kenk, V.C. & Wilson, B.R., 1985. A new mussel (Bivalvia: Mytilidae) from hydrothermal vents in the Galapagos Rift zone. Malacologia, 26 (1-2), 253-271.